# 海桐路
海桐路是中华人民共和国上海市浦东新区的一条街道，南北走向，得名于海桐。北起花木路，南至杜鹃路，全长800米。上海轨道交通2号线沿海桐路全线修建，并设有世纪公园站。

## 周边建筑物
- 六一幼儿园（海桐部）[1]
- 上海市海桐小学[2]

## 交会道路（北向南）
- 花木路
- 梅花路
- 牡丹路
- 樱花路
- 杜鹃路

## 图集

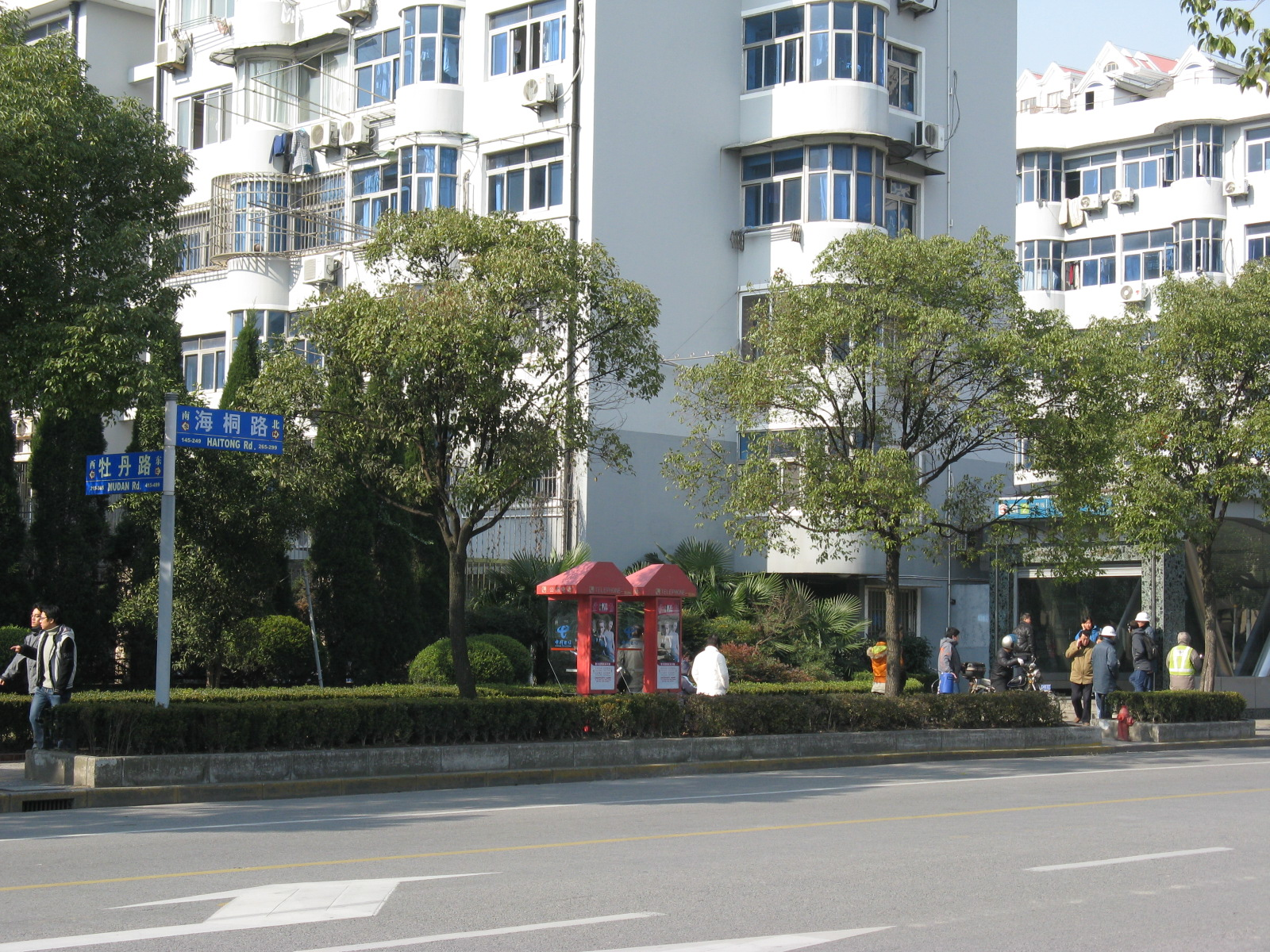
位于海桐路的世纪公园站3号口